# 토월초등학교 (경기)
토월초등학교(吐月初等學校)는 대한민국 경기도 용인시 수지구에 위치한 공립 초등학교이다.

## 학교 연혁
- 1994년 11월 1일 : ‘토월국민학교’ 설립인가
- 1995년 4월 1일 : ‘토월국민학교’ 개교
- 2013년 2월 15일 : 제18회 231명 졸업

## 참고 자료
- 토월초등학교 - 한국교육학술정보원 학교알리미